# Belenois calypso
Belenois calypso, ou calypso-branca, é uma borboleta da família Pieridae. Pode ser encontrada no Senegal, Gâmbia, Guiné-Bissau, Guiné, Serra Leoa, Libéria, Costa do Marfim, Burkina Faso, Gana, Togo, Benim, Nigéria, Camarões, República do Congo, República Centro-Africana, República Democrática do Congo, Angola, Uganda, Quénia e Tanzânia. O seu habitat natural é constituído por florestas. A espécie ocasionalmente migra.
As larvas alimentam-se das espécies Semirestis paniculata, Maerua, Cadaba, Capparis e Ritchiea.

## Sub-espécies
- B. c. calipso (Senegal, Gâmbia, Guiné-Bissau).  Guiné, Serra Leoa, Libéria, Costa do Marfim, Burkina Faso, Gana, Togo, Benin, Nigéria)
- B. c. Dentigera Butler, 1888 (Camarões, Congo, República Centro-Africana, República Democrática do Congo, noroeste de Angola)
- B. c. marlieri Berger, 1981 (República Democrática do Congo)
- B. c. menor Talbot, 1943 (Uganda, Quénia (oeste do Vale do Rift), noroeste da Tanzânia)